# 奧托 (布倫瑞克)
（溫和者）奧托 (德語：Otto von Braunschweig-Göttingen，1290年3月25日—1344年8月30日)，布倫瑞克-呂訥堡公爵，統涪部份的布倫瑞克-呂訥堡公國。

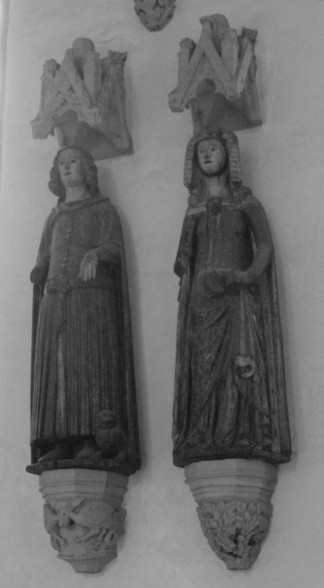
（溫和者）奧托與其妻勃蘭登堡的艾格妮絲

奧托是不倫瑞克-呂訥堡公爵阿爾布雷希特二世的長子。1318年父親去世後，奧托和他的兄弟們繼承其爵位；在兄弟們未成年時，奧托擔任他們的監護人。1323年，奧托從勃蘭登堡繼承作為妻子的遺產阿爾特馬克；但由於未能在勃蘭登堡公國內統治，他於1343年將其阿爾特馬克出售。
奧托於1344年在哥廷根去世，他的弟弟們繼承王位。

## 家庭
奧托先娶黑森伯爵亨利一世之女尤塔（卒於1317年）。其後，他於1319年迎娶勃蘭登堡-薩爾茨韋德爾侯爵赫爾曼之女艾格尼絲（1297-1334年）。兩人育有一女：艾格妮絲（1371年去世） 。